# Піорія (округ, Іллінойс)
Шаблон:StateAbbr_ 40°47′ пн. ш. 89°46′ зх. д. / 40.79° пн. ш. 89.76° зх. д.
Округ Піорія (англ. Peoria County) — округ (повіт) у штаті Іллінойс, США. Ідентифікатор округу 17143.

## Історія
Офіційно утворений в 1825 році.

## Демографія
За даними перепису
2000 року
загальне населення округу становило 183433 осіб, зокрема міського населення було 155899, а сільського — 27534.
Серед мешканців округу чоловіків було 88196, а жінок — 95237. В окрузі було 72733 домогосподарства, 47133 родин, які мешкали в 78204 будинках.
Середній розмір родини становив 3,01.
Віковий розподіл населення поданий у таблиці:
| Стать    | До 15 років | 15-21 | 22-29 | 30-39 | 40-49 | 50-65 | 65-85 | Понад 85 |
| -------- | ----------- | ----- | ----- | ----- | ----- | ----- | ----- | -------- |
| Чоловіки | 19742       | 9548  | 9774  | 12092 | 13143 | 13588 | 9360  | 949      |
| Жінки    | 18715       | 9635  | 10039 | 12412 | 13964 | 14800 | 13056 | 2616     |

## Суміжні округи
- Старк – північ
- Маршалл – північний схід
- Вудфорд – схід
- Тазвелл – південь
- Фултон – південний захід
- Нокс – північний захід

## Виноски
1. ↑  US Decennial Census. US Census Bureau. Процитовано 8 липня 2014.
2. ↑  Historical Census Browser. University of Virginia Library. Архів оригіналу за 12 грудня 2009. Процитовано 8 липня 2014.
3. ↑  Population of Counties by Decennial Census: 1900 to 1990. US Census Bureau. Процитовано 8 липня 2014.
4. ↑  Census 2000 PHC-T-4. Ranking Tables for Counties: 1990 and 2000 (PDF). US Census Bureau. Процитовано 8 липня 2014.
5. ↑  State & County QuickFacts. US Census Bureau. Архів оригіналу за 7 червня 2011. Процитовано 8 липня 2014.(англ.) Наведено за англійською вікіпедією.
6. ↑  American FactFinder. Бюро перепису населення США. Архів оригіналу за 26 лютого 2012. Процитовано 31 січня 2008.

| США | Це незавершена стаття з географії США. Ви можете допомогти проєкту, виправивши або дописавши її. |